# Sicalis luteola
A Sicalis luteola a madarak osztályának verébalakúak (Passeriformes) rendjébe és a tangarafélék (Thraupidae) családjába tartozó faj.

## Rendszerezése
A fajt Anders Sparrman svéd természettudós írta le 1789-ben, a Emberiza nembe Emberiza luteola néven.

## Alfajai
- Sicalis luteola bogotensis Chapman, 1924
- Sicalis luteola chapmani Ridgway, 1899
- Sicalis luteola chrysops P. L. Sclater, 1862
- Sicalis luteola eisenmanni Wetmore, 1953
- Sicalis luteola flavissima Todd, 1922
- Sicalis luteola luteiventris (Meyen, 1834)
- Sicalis luteola luteola (Sparrman, 1789)
- Sicalis luteola mexicana Brodkorb, 1943[2]

## Előfordulása
Mexikó, Anguilla, Antigua és Barbuda, Argentína, Barbados, Belize, Bolívia, Brazília, Chile, Kolumbia, Costa Rica, a Dominikai Köztársaság, Ecuador, Francia Guyana, Guadeloupe, Guatemala, Guyana, Honduras, Martinique, Montserrat, Nicaragua, Panama, Paraguay, Peru, Saint Kitts és Nevis, Saint Lucia, Saint Vincent és a Grenadine-szigetek, Suriname, Trinidad és Tobago, Uruguay és Venezuela területén honos. 
Természetes élőhelyei a  szubtrópusi és trópusi füves puszták és szavannák, mocsarak környékén. Vonuló faj.

## Megjelenése
Testtömege 13 gramm, testtömege 15-17 gramm.

## Életmódja
Magvakkal és valószínűleg ízeltlábúakkal táplálkozik.

## Természetvédelmi helyzete
Az elterjedési területe rendkívül nagy, egyedszáma pedig növekszik. A Természetvédelmi Világszövetség Vörös listáján nem fenyegetett fajként szerepel.